# 新塞爾普希夫卡
49°16′33″N 36°42′27″E / 49.27583°N 36.70750°E
新塞爾普希夫卡（烏克蘭語：Нова Серпухівка）是位於烏克蘭東部的村莊，由哈爾科夫州伊久姆區的巴拉克利亚市镇負責管轄。該村始建於1730年，面積0.13平方公里，海拔高度170米，2001年人口48，人口密度每平方公里375人。